# Forgotten Tomb
I Forgotten Tomb sono un gruppo black doom metal italiano, formatosi a Piacenza nel 1999 per volere del leader Ferdinando "Herr Morbid" Marchisio. La band è nota per essere tra i pionieri del sottogenere denominato depressive suicidal black metal, dal quale la band in seguito si allontanerà parzialmente, includendo altre influenze (principalmente dalla Dark-Wave anni ottanta, ma anche dal Rock). I testi dei primi album trattano prevalentemente di depressione e suicidio, mentre in seguito si concentrano su negatività e nichilismo in genere.

## Storia del gruppo
La band viene fondata nel 1999, inizialmente come one man band. L'anno seguente viene pubblicato il primo EP, intitolato Obscura Arcana Mortis, seguito da Songs to Leave, primo album ufficiale pubblicato nel 2002 dall'etichetta Selbstmord Services.
Preceduti da alcuni cambi di formazione, vengono pubblicati gli album Springtime Depression e Love's Burial Ground, rispettivamente nel 2003 e nel 2004. Entrambi gli album sono stati prodotti per la Adipocere Records. Nel 2006 il gruppo firma per la Avantgarde Music, grazie alla quale viene prodotto il quarto album in studio, Negative Megalomania.
Nel 2010, sempre per Avantgarde Music viene pubblicato un doppio live in studio, con versioni alternative di alcuni brani più alcune cover, intitolato Vol. 5: 1999-2009. Nel 2010 il gruppo firma per Agonia Records e nel 2011 pubblica il quinto disco di inediti in studio, intitolato Under Saturn Retrograde. Nel 2012 esce il sesto album, ...And Don't Deliver Us From Evil, sempre per Agonia Records. 
Nel 2014 viene pubblicato ,assieme a un DVD, un album live Darkness in Stereo: Eine Symphonie des Todes - Live in Germany.
Nel 2015 viene pubblicato il settimo album in studio, Hurt Yourself and the Ones You Love. 
Nel 2017 pubblicano il loro ottavo lavoro We Owe You Nothing.
Nel 2020 viene pubblicato il loro nono lavoro intitolato Nihilistic Estrangement seguito nel 2024 da Nightfloating.

## Formazione

### Formazione attuale
- Ferdinando Marchisio (Herr Morbid) - voce, chitarra
- Alessandro Comerio (Algol) - basso
- Francesco La Rosa (Frullo) - batteria

### Ex componenti
- Andrea Ponzoni (A.) - chitarra
- Tiziano Scassa (Razor SK) - chitarra
- Torment - basso
- Gabriele Minuti (Wudang) - chitarra turnista
- Henrik Björkk (Nordvargr) - effetti
- Kyoo Nam Rossi (Asher) - batteria

## Discografia

### Album in studio
- 2002 - Songs to Leave
- 2003 - Springtime Depression
- 2004 - Love's Burial Ground
- 2007 - Negative Megalomania
- 2011 - Under Saturn Retrograde
- 2012 - ...And Don't Deliver Us from Evil
- 2015 - Hurt Yourself and the Ones You Love
- 2017 - We Owe You Nothing
- 2020 - Nihilistic Estrangement
- 2024 - Nightfloating

### Raccolte
- 2009 - Vol. 5: 1999-2009

### Live
- 2014 - Darkness in Stereo: Eine Symphonie des Todes - Live in Germany

### EP
- 2000 - Obscura Arcana Mortis
- 2012 - Deprived